# Nikkor

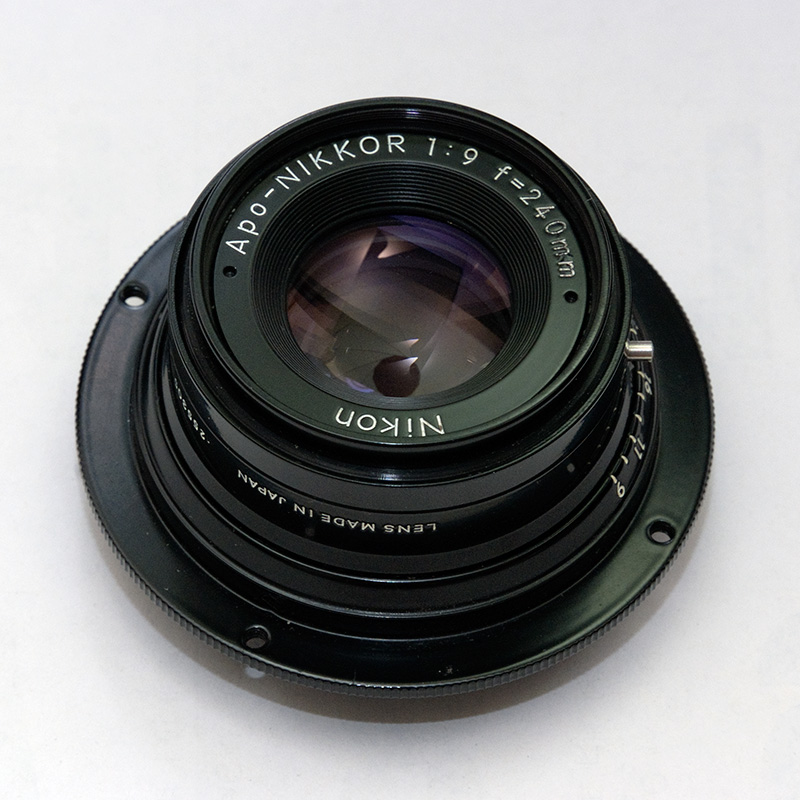
Objektiv Apo-Nikkor 240mmF9

Die Marke Nikkor wurde 1932 gegründet. Sie ist eine an den westlichen Markt angepasste Version der früheren Nikkō (日光), also eine Abkürzung des vollen Namens Nippon Kōgaku („Japan Optics“; 日本光学工業株式会社) (Nikkō bedeutet auch „Sonnenlicht“ und ist der Name einer japanischen Stadt).
Mittlerweile gibt es Nikkor-F- und Nikkor-Z-Objektive. Die Buchstaben beziehen sich jeweils auf den Bajonettanschluss des Kameragehäuses, bei den neuesten Modellen also das Z-Bajonett, bei den älteren das F-Bajonett. Die Nikkor-Z-Serie weist einen größeren Durchmesser und eine kleinere Distanz zwischen Sensor und Objektiv auf, womit lichtempfindlichere Objektive möglich sind. Ein Beispiel hierfür ist das NIKKOR Z 58 mm 1:0,95 S Noct.
Nikon hatte ursprünglich die Bezeichnung Nikkor für seine qualitativ hochwertigsten Objektive reserviert, doch mit der Zeit wurde der Name dann für alle übernommen.